# Institut für Orientstudien der Russischen Akademie der Wissenschaften

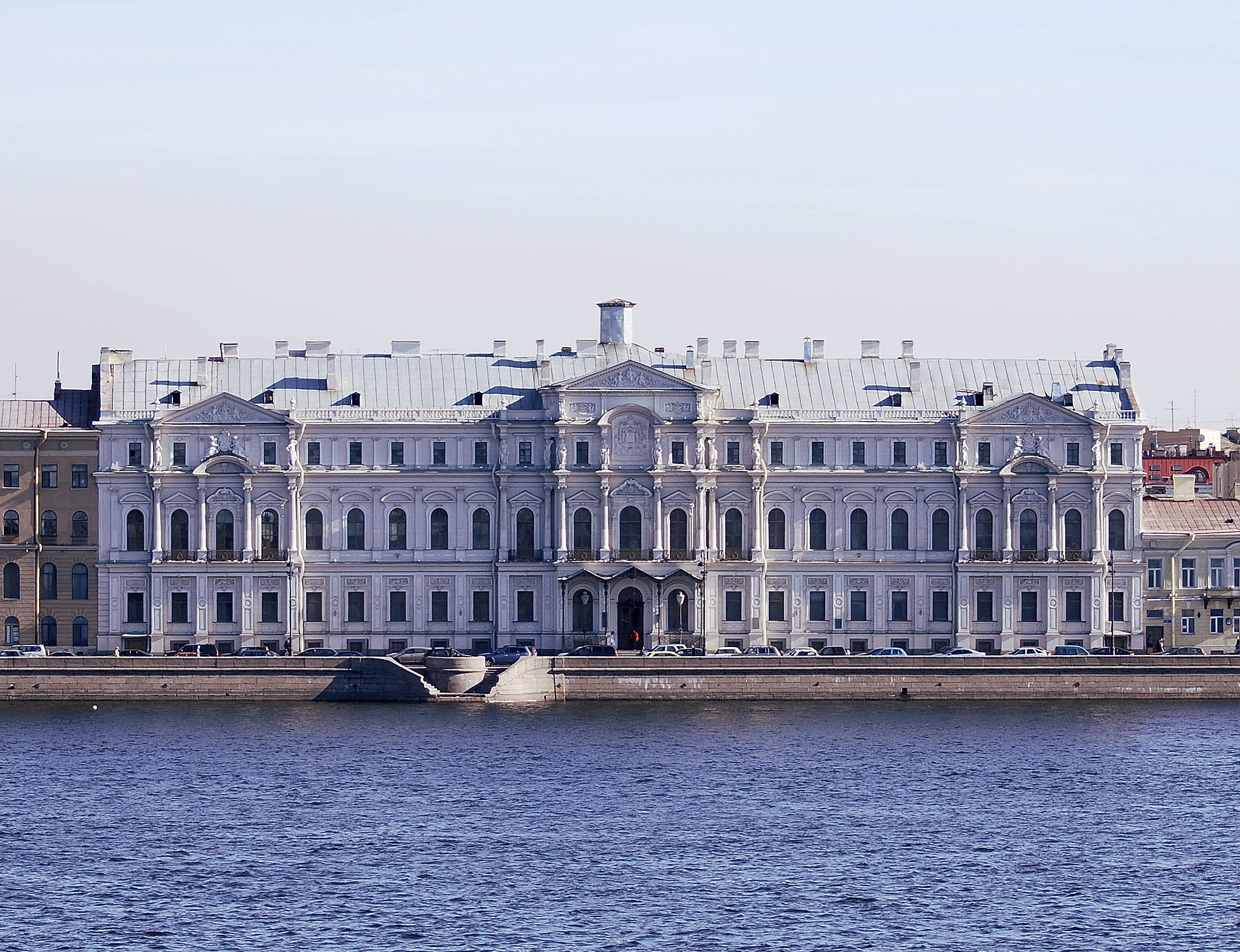
Der Nowo-Michailowski Palast beherbergt das Institut für Orientalische Manuskripte (vormals die Zweigstelle St. Petersburg des Instituts für Orientstudien)

Das Institut für Orientstudien (IOS) der Russischen Akademie der Wissenschaften (russisch Институт востоковедения Российской Академии Наук), vormals Institut für Orientstudien der Sowjetischen Akademie der Wissenschaften, ist eine russische Forschungseinrichtung für Orientwissenschaften.

## Geschichte
Die Geschichte des Instituts reicht zurück bis 1818, als das Asiatisches Museum der Kaiserlichen Akademie der Wissenschaften in St. Petersburg gegründet wurde. Im November 1818 wurde beschlossen für die Kaiserliche Akademie der Wissenschaften eine Sammlung von 700 muslimischen Manuskripten vom französischen Konsul Louis-Jacques Rousseau (1780–1831) zu kaufen. Dieses Projekt wurde in zwei Schritten in den Jahren 1819 und 1825 realisiert und führte dazu, dass eine neue Abteilung eröffnet wurde: zunächst als Asiatisches Museum, später umgewandelt in das Institut für Orientalistik. Auf Vorschlag des damaligen Präsidenten der Akademie, Sergei Uwarow, wurde ein Kabinett für östliche Medaillen, Manuskripte und Bücher im Asiatischen Museum eingerichtet und allen Menschen zugänglich gemacht. Im November 1819 veröffentlichte der erste Direktor des Museums, Christian Martin Joachim Frähn einen Jahresbericht des Museums in der Zeitung Sankt-Peterburgskije wedomosti.
Das Institut befindet sich seit 1951 in Moskau; die ehemalige Zweigstelle in Sankt Petersburg wurde am 19. Juni 2007 umgewidmet als Standort des separaten „Institutes für Orientalische Handschriften“ (Institute of Oriental Manuscripts – IOM).

## Direktoren des Instituts
Moskau
- Mai 2009–2015: Witali Wjatscheslawowitsch Naumkin
- seit 2015: Waleri Pawlowitsch Androssow

Sankt Petersburg bis 2007
- 26. Oktober 1956–2. Februar 1961: Joseph Orbeli
- 2. Juni 1961–14. Juni 1963: Andrei Nikolajewitsch Kononow
- 14. Juni 1963–31. Dezember 1996: Juri Aschotowitsch Petrosjan
- 1. Januar 1997–9. April 2003: Jewgeni Iwanowitsch Kytschanow
- ab 10. April 2003: Irina Fjodorowna Popowa